# 애비 코브
애비 코브(Abbie Cobb, 1992년 6월 6일 ~ )는 미국의 저자, 영화배우, 연극 배우, 텔레비전 배우, 작가이다.

## 방송
- 서버가토리 2
- 서버가토리 1
- 90210 시즌3

## 영화
- 엄브렐라 맨 (2016년)
- 워리어스 (2014년)
- 틴에이지 뱅크 하이스트  (2012년)
- 서버가토리 (2011년) - 키만타 역
- 스타스트럭 (2010년)
- 더 미싱 퍼슨 (2009년)